# Gregorio Manzano
Gregorio Manzano Ballesteros (* 5. August 1956 in Bailén) ist ein spanischer Fußballtrainer.

## Trainerkarriere

### Anfänge
Der in Bailén geborene Gregorio Manzano trainierte bis zu seinem Engagement 1999 bei Real Valladolid zahlreiche unterklassige Teams aus der Segunda División B, Tercera División bzw. der Liga Regional (5. spanische Liga).

### Als Erstligatrainer
Mit der Übernahme des Traineramtes beim Erstligisten Real Valladolid sorgte Gregorio Manzano erstmals für landesweites Interesse. In der Saison 1999/2000 erreichte er als Liga-Neuling gleich den achten Tabellenplatz. Trotz dieses Erfolges verließ er den Klub, um bei Racing Santander anzuheuern. Bei den Kantabriern lief es jedoch alles andere als gut und so stand am Saisonende der Abstieg in die Segunda División. Dies schadete seiner Popularität nicht und so wechselte er in der darauffolgenden Saison zum Ligarivalen Rayo Vallecano. Mit dem Madrider Vorort erreichte er einen respektablen Mittelfeldplatz.

### Erste Erfolge
Zu Beginn der Saison 2002/03 entschied sich Manzano für das Angebot des abstiegsgefährdeten RCD Mallorca. Hohe Erwartungen wurden von Seiten des ambitionierten Erstligisten an ihn gestellt, welche er auch erfüllen konnte. Nicht nur, dass er am Saisonende mit seiner Mannschaft fast noch den 6. Platz erreichte, was ohnehin die Teilnahme am UEFA Cup bedeutet hätte, sondern gegen Recreativo Huelva gelang im Pokalfinale ein 3:0-Sieg und dies bedeutete neben dem ersten Titel in Manzanos Trainerlaufbahn auch die direkte Qualifikation für das internationale Geschäft.
Atlético Madrid, dass mit aller Macht eine bedeutende Rolle in der Liga und international einnehmen wollte, verpflichtete Manzano daraufhin. Nach einer tollen Spielzeit reichte es wiederum nicht zum internationalen Geschäft für die „Rojiblancos“, wenn auch nur unglücklich aufgrund des verlorenen direkten Vergleichs mit dem FC Sevilla, so dass Manzano den Verein vorzeitig verlassen musste.

### Klassenerhalt und Rückkehr zu Mallorca
Für die Saison 2004/2005 verpflichtete der FC Málaga den bei Atlético entlassenen Coach, was sich mit einem guten Mittelfeldplatz in der Liga auszahlte. Nach der Entlassung von Héctor Cúper bei Manzanos Ex-Verein RCD Mallorca kehrte er im Februar 2006 an seine alte Wirkungsstätte zurück. Dort hat er es geschafft aus den Mallorquinern einen festen Bestandteil der Primera División zu machen. Im Januar 2008 folgte die Belohnung seitens der Verantwortlichen des Vereins, die seinen Vertrag bis Juni 2010 verlängerten.
Am 20. Mai 2010 wurde bekanntgegeben, dass Manzano den Verein aus finanziellen Gründen verlassen wird.

### Neuanfang beim FC Sevilla
Seit dem 27. September 2010 ist er Cheftrainer des FC Sevilla. Er übernahm für Antonio Álvarez, der wegen des schlechten Saisonstarts gefeuert wurde. Die Andalusier führte er in dieser Saison auf Platz fünf, der für die Teilnahme an der UEFA Europa League 2011/12 berechtigt. Nach dieser Saison kehrte er als Trainer zu Atlético Madrid zurück, wo er Quique Sánchez Flores ablöste. Er blieb jedoch nur ein knappes halbes Jahr; am 21. Dezember 2011 wurde er nach dem Ausscheiden aus der Copa del Rey 2011/12 mit zwei Niederlagen gegen den Zweitligisten Albacete Balompié beurlaubt.

### Dritte Amtszeit bei RCD Mallorca
Anfang Februar 2013 kehrte Manzano zum dritten Mal zu RCD Mallorca zurück und trat die Nachfolge von Joaquín Caparrós an. Er unterschrieb zunächst einen Vertrag bis zum Saisonende, hatte aber eine Option auf eine weitere Spielzeit.

### China
Von Februar 2014 an trainierte er circa ein Jahr lang den chinesischen Erstligisten Beijing Guoan. Von 2015 bis 2016 hatte er das Traineramt bei Shanghai Shenhua inne.
Am 30. April 2017 wurde Manzano als Nachfolger von Li Bing Trainer beim chinesischen Erstligisten Guizhou Hengfeng.

## Erfolge
- 2003 – Copa del Rey – RCD Mallorca